# Dry (rivière de Nouvelle-Zélande)
Pour les articles homonymes, voir Dry.
La rivière Dry (anglais : Dry River) est un cours d’eau de l’extrême sud-est de l’Île du Nord de la Nouvelle-Zélande, dans la région de Wellington.

## Géographie
La source de la rivière Dry est située dans le Parc forestier d’Haurangi (en). La rivière se déverse dans la rivière Ruamahanga au sud-ouest de la ville de Martinborough. Elle déborde parfois (via la rivière Ruamahanga), et se déverse alors dans le Détroit de Cook au niveau de la baie de Palliser .

## Étymologie
« Dry River » est aussi le nom d’une « station » d’élevage de montons établie vers 1877, qui plus tard fut renommée « Dyerville ». Un vignoble également nommé « Dry River » fut établi dans la région en 1979.